# Marián István
Marián István (Szilágycseh, 1924 – Budapest, 2004. december 24.) magyar katonatiszt, az 1956-os forradalom résztvevője.

## Élete
A három gimnáziumi osztály elvégzése után kitanulta a rádió- és villanyszerelői szakmát. 1940-ben a Kommunista Párt tagja lett, ezért a román hatóságok letartóztatták és börtönbe zárták. A második bécsi döntést követően kiszabadult, de 1943-ban, mint „megbízhatatlant” munkaszolgálatra hívták be. 1944-ben megszökött és a háború végéig bujkált. A háború után, 1945-ben megszervezte az Erdélyi Magyarok Antifasiszta Szövetségét. Elvégezte a pártiskolát, majd 1946-ban az Önkéntes Országépítő Brigádmozgalom vezetésével bízták meg. 1948-ban tisztiiskolára került, melynek elvégzése után kiképző tisztként teljesített szolgálatot Tatán. 1951-ben Piliscsabán ezredparancsnok lett, majd egy év múlva kinevezték a BME páncélos tanszékének vezetőjévé.
1956. október 22-én felszólalt a Műszaki Egyetem diákgyűlésén, ahol az egyetemisták vezetőjükké választották, fő szervezője volt a másnapi tüntetésnek. A forradalom idején a Műegyetem nemzetőrségét irányította. A Forradalmi Honvédelmi Bizottmánynak is a tagjává választották. A november 4-én meginduló szovjet támadás idején Király Béla és az ő rendelkezésére álló csapatok visszavonultak a Buda környéki hegyekbe, ahol még egy ideig folytatták a harcot, de egy idő múlva kénytelenek voltak feladni a harcot. Egy ideig bujkált, majd azt híve, hogy nem lesz megtorlás, felhagyott rejtőzködésével. 1957 elején rá akarták venni a tiszti nyilatkozat aláírására, de ezt ő nem tette meg, így márciusban letartoztatták. A Honvédelmi Bizottmány többi vezetőjével együtt bíróság elé állították, majd életfogytiglani börtönbüntetésre ítélték. 1963-ban az általános amnesztiának köszönhetően kiszabadult, majd előbb műszaki ellenőrként, később műszaki fordítóként dolgozott.
1988-ban a Történelmi Igazságtétel Bizottság egyik alapító tagja volt, majd 1989-ben létrehozta a Műegyetem 56 Alapítványt. A rendszerváltás után a többi '56-os elítélttel együtt rehabilitálták. 2003-ban Budapest díszpolgárává választották. 2004-ben hunyt el Budapesten.
2005 januárjában Mádl Ferenc köztársasági elnök 2004. december 27-ei hatállyal előléptette posztumusz altábornaggyá.
Sírhelye a Fiumei úti sírkertben található (52/I-K-1).